# District de Serenje
Le district de Serenje est un district de Zambie, situé dans la province Centrale. Sa capitale se situe à Serenje. Selon le recensement zambien de 2000, le district a une population de 132 836 personnes.
- La grotte de Nsalu est célèbre pour ses peintures rupestres.